# Saisie-vente en droit français
En procédure civile française, la saisie-vente des biens meubles corporels est une procédure civile d'exécution forcée qui permet à un créancier impayé, de saisir les biens meubles corporels de son débiteur pour les vendre à l'amiable ou aux enchères publiques. La saisie-vente est prévue aux articles 50 et suivants de la loi du 9 juillet 1991, désormais codifiés dans le code des procédures civiles d'exécution.

## Le domaine de la saisie-vente

### Les biens meubles corporels du débiteur

#### Les biens meubles corporels
Une saisie-vente a pour objet les biens meubles au sens de l'article 528 du Code civil, à savoir les biens susceptibles d'être déplacés. Cette qualification légale impérative exclut les meubles attachés à perpétuelle demeure, et les meubles affectés à une exploitation économique. 
La saisie-vente doit être pratiquée sur l'assiette de la mesure d'exécution, mais les sommes d'argent au crédit d'un compte bancaire doivent être appréhendées par une saisie-attribution de créances. De la même manière, les titres financiers non dématérialisés, à l'exclusion des titres inscrits en compte, peuvent être l'objet d'une saisie-vente.

#### Les meubles appartenant au débiteur
L'assiette du créancier saisissant est constituée des meubles sur lesquels le débiteur jouit d'un droit de propriété, soit en vertu d'un titre, soit en vertu de l'usucapion. En revanche, la détention des meubles par le débiteur n'est pas exigée, ce qui autorise la saisie pratiquée entre les mains d'un tiers détenteur.
Lorsque la saisie-vente est pratiquée sur des meubles indivis, l'article 815-17 du Code civil interdit la saisie de la part du débiteur, et exige du créancier qu'il provoque le partage préalable des biens. En revanche, le créancier peut directement saisir les meubles acquêts de la communauté des époux, sous réserve de pouvoir les identifier.
Le créancier poursuivant peut saisir les meubles appartenant au débiteur de son débiteur, en exerçant l'action oblique prévue à l'article 1166 du Code civil. Enfin, les biens abandonnés échappent à la saisie-vente classique et sont régis par des lois particulières (loi du 31 mars 1896 et loi du 31 décembre 1903).

### Les conditions de la saisie-vente
Le créancier doit être muni d'un titre exécutoire, même provisoire, pour pratiquer une saisie vente. Par ailleurs, le montant de la créance doit être supérieur à 535 €, et l'autorisation du juge de l'exécution est obligatoire lorsque le débiteur est privé de revenus, silencieux sur ses ressources ou se prévaut d'un solde bancaire insaisissable. Enfin, la saisie-vente ne peut être pratiquée pour le recouvrement de créances alimentaires ou de prestations compensatoires, sauf échec des procédures spécifiques de recouvrement des pensions alimentaires.

## La procédure de saisie-vente
La saisie-vente suppose un commandement de payer adressé préalablement au débiteur défaillant. À défaut de paiement dans le délai imparti (huit jours), le créancier peut entreprendre les opérations de saisie et vendre les meubles corporels saisis.

### La mise en demeure de payer
La mise en demeure de payer est une mise en demeure adressée au débiteur, afin qu'il acquitte volontairement sa dette dans un délai de 8 jours, à peine de saisie-vente de ses biens. Le défaut de délivrance préalable d'un commandement de payer est une cause de nullité de l'ensemble de la procédure de saisie. Cependant, le créancier est dispensé de délivrer ce rappel comminatoire lorsqu'il entend se joindre à une procédure de saisie-vente en cours.
La délivrance de la mise en demeure de payer est nécessairement préalable à toute opération de saisie. Cependant, le créancier peut délivrer le commandement de payer postérieurement à la délivrance de l'acte de saisie, lorsqu'il craint la disparition des biens de son débiteur. Dès lors, le créancier adresse au juge de l'exécution une requête en dispense de délivrance immédiate, en attestant d'une part de la gravité ou du caractère exceptionnel des circonstances, et en justifiant d'autre part d'avoir adressé des mises en demeure antérieurement à la saisie.
La mise en demeure de payer doit respecter certaines formalités :
- l'identité précise du créancier poursuivant, du débiteur et de l'huissier de justice instrumentaire ;
- la référence au titre exécutoire dont se prévaut le créancier ;
- le montant précis de la dette dans chacun de ses éléments (le capital, les intérêts et les frais) ;
- le rappel du délai de 8 jours octroyé au débiteur pour règlement de la dette, avant saisie-vente de ses biens meubles (aucune opération de saisie ne pouvant intervenir avant l'expiration de ce délai).

La mise en demeure de payer doit être signifiée au débiteur en personne, et le cas échéant à son domicile voire à l'étude de l'huissier. L'absence d'opérations de saisie entreprises dans un délai de deux ans à compter de la délivrance entraîne la caducité de la mise en demeure de payer. Le créancier doit attendre 8 jours à compter de la délivrance pour pratiquer les opérations de saisie : ce délai d'ordre public fait courir les intérêts moratoires et interrompt la prescription extinctive.
Le débiteur peut, à compter de la notification, saisir le juge de l'exécution pour agir en opposition du commandement de payer. Le débiteur peut ainsi contester la validité de l'acte (sur le fond ou la forme) ou le montant de la dette, ou demander l'octroi d'un délai de grâce. La saisine du juge de l'exécution produit un effet suspensif des opérations de saisie.

### L'inventaire des meubles
À l'expiration du délai de 8 jours, l'huissier instrumentaire du créancier (accompagné de témoins) peut procéder à l'inventaire des biens meubles du débiteur, au domicile du débiteur et au domicile d'un tiers détenteur (sur autorisation du juge de l'exécution). Le débiteur doit informer l'huissier des mesures d'exécution en cours et des biens indisponibles. 
L'huissier inventorie les biens disponibles, saisissables et non-atteints d'un coefficient de vétusté. Les personnes présentes signent le procès-verbal d'inventaire. À compter de la signature, le débiteur et le tiers saisi sont investis de la garde des meubles inventoriés qui deviennent indisponibles (le débiteur conserve un droit d'usage). Le débiteur ou le tiers peuvent demander la désignation d'un séquestre (avec l'accord du créancier saisissant) pour la conservation des biens indisponibles. 
Enfin, le créancier saisissant doit attendre l'expiration d'un délai d'un mois à compter du procès-verbal d'inventaire pour procéder aux opérations de vente.

### Les opérations de vente
Le créancier doit accomplir les formalités de publicité nécessaires aux opérations de vente, sur le lieu de la vente, à la mairie du lieu de vente, dans les journaux d'annonces légales ou dans les revues spécialisées. Lorsque les opérations interviennent quelque temps après l'inventaire, l'huissier instrumentaire peut établir un procès-verbal de vérification des meubles inventoriés. 

#### La vente à l'amiable
La vente à l'amiable doit être préférée à la vente aux enchères publiques des meubles saisis. Le débiteur dispose d'un délai d'un mois pour organiser la vente. Il fixe librement le prix des meubles, et en informe l'huissier instrumentaire qui peut refuser un prix dérisoire. Le débiteur doit informer les acquéreurs potentiels du paiement entre les mains de l'huissier, et du retard de transfert de propriété à la consignation des sommes.
Le débiteur informe le créancier des offres des acquéreurs. Le créancier doit les accepter ou les refuser (pour l'insuffisance du prix ou en raison de la qualité des acheteurs) dans un délai de 15 jours, et notifier sa décision au débiteur par lettre recommandée avec accusé de réception. L'acquéreur doit alors payer le prix convenu entre les mains de l'huissier par tous moyens (chèque et espèces).

#### La vente aux enchères publiques
La vente aux enchères publiques intervient sur décision du débiteur ou du créancier, et elle s'impose aux parties. La procédure de vente aux enchères est suspendue en cas de contestation sur la propriété des meubles ou leur caractère saisissable, lorsque le débiteur propose une offre de paiement assortie de garanties, ou lorsqu'il sollicite du juge de l'exécution l'octroi d'un délai de grâce.
Le créancier choisit librement le lieu de vente aux enchères des meubles dans le ressort territorial de l'étude de l'huissier (ressort du Tribunal de grande instance). Le débiteur choisit les biens à vendre en priorité, et le créancier en fixe librement le prix. La vente à la criée est arrêtée lorsque la somme obtenue est suffisante pour désintéresser le créancier. L'huissier instrumentaire dresse un procès-verbal de vente pour chaque bien (lequel emporte transfert de propriété à l'acquéreur après paiement).
En présence d'une pluralité de créanciers saisissants, et lorsque le prix de vente est insuffisant pour les désintéresser tous, le prix de vente est réparti au marc le franc (proportionnellement au montant de leurs créances). 